# Pearl-Index
Der Pearl-Index, benannt nach dem amerikanischen Biologen Raymond Pearl (1879–1940), ist ein Maß für die Wirksamkeit bzw. Zuverlässigkeit von Methoden zur Empfängnisverhütung. Er gibt an, wie hoch der Anteil sexuell aktiver Frauen ist, die trotz Verwendung einer bestimmten Verhütungsmethode innerhalb eines Jahres schwanger werden. Je niedriger der Pearl-Index ist, desto sicherer ist die Methode.

## Definition
Um den Pearl-Index zu berechnen, gibt es zwei Methoden:
Bei der ersten Methode wird von den Anwendungsmonaten ausgegangen (12 Monate × 100 Frauen):
{\displaystyle {\text{Pearl-Index}}={\frac {{\text{Anzahl Schwangerschaften}}\cdot {1200}}{{\text{Anzahl Frauen}}\cdot {\text{Anwendungsmonate}}}}}
Die zweite Methode bezieht sich hingegen auf die Menstruationszyklen der Frau, daher wird mit 1300 multipliziert, da die Länge des Menstruationszyklus im Durchschnitt 28 Tage dauert (13 Zyklen):
{\displaystyle {\text{Pearl-Index}}={\frac {{\text{Anzahl Schwangerschaften}}\cdot {1300}}{{\text{Anzahl Frauen}}\cdot {\text{Anzahl der Menstruationszyklen}}}}}
Beispiel: Ein Pearl-Index von 15 gibt an, dass von 100 Frauen, die mit einer bestimmten Methode ein Jahr lang verhüten, 15 schwanger werden.

## Referenzwerte
Bei regelmäßigem ungeschütztem Geschlechtsverkehr ohne jegliche Form der Empfängnisverhütung gibt der Pearl-Index die Fruchtbarkeit wieder und beträgt altersabhängig etwa 92 bei 19–26-jährigen Frauen, 86-87 für Frauen zwischen 27 und 34 Jahren und 82 für Frauen zwischen 35 und 39 Jahren und sinkt dann etwa im Alter von 45–50 mit dem Einsetzen der Menopause auf 0 ab.

## Pearl-Index der einzelnen Verhütungsmethoden
| Verhütungsmethode          | min. Pearl-Index | max. Pearl-Index |
| -------------------------- | ---------------- | ---------------- |
| Keine Verhütung            | 30               | 85               |
| Antibabypille              | 0,1              | 0,9              |
| Billings-Methode           | 5                | 35               |
| Chemische Verhütungsmittel | 3                | 21               |
| Coitus interruptus         | 4                | 18               |
| Dreimonatsspritze          | 0,3              | 0,88             |
| Diaphragma                 | 1                | 20               |
| Hormonimplantat            | 0                | 0,08             |
| Kondom für die Frau        | 5                | 25               |
| Hormonpflaster             | 0,72             | 0,9              |
| Hormonspirale              | 0,16             | 0,16             |
| Kalendermethode            | 3                | 9                |
| Kondom                     | 2                | 12               |
| Kupferkette                | 0,1              | 0,5              |
| Kupferspirale              | 0,3              | 0,8              |
| Minipille                  | 0,5              | 3                |
| Portiokappe                | 6                | 6                |
| Sterilisation der Frau     | 0,2              | 0,3              |
| Sterilisation des Mannes   | 0,1              | 0,1              |
| Symptothermale Methode     | 0,4              | 1,8              |
| Temperaturmethode          | 0,8              | 3                |
| Verhütungsschwamm          | 5                | 10               |
| Verhütungsring             | 0,4              | 0,65             |

## Vergleich der Geburtenkontrollmethoden (Wirksamkeit)
Die Tabelle unterhalb ist nach Farbe codiert und unterscheidet nach Anwendungssicherheit und Methodensicherheit, wobei die Ausfallrate als die erwartete Anzahl von Schwangerschaften pro Jahr pro 100 Frauen mit folgender Methode gemessen wird:
| Blau   | unter 1 %   | geringeres Risiko einer Schwangerschaft |
| Grün   | bis zu 5 %  |                                         |
| Gelb   | bis zu 10 % |                                         |
| Orange | bis zu 20 % |                                         |
| Rot    | über 20 %   | höheres Risiko einer Schwangerschaft    |
| Grau   | keine Daten | keine Daten vorhanden                   |

In der Spalte „Benutzeraktion erforderlich“ sind Elemente, die nicht benutzerabhängig sind (Aktion einmal pro Jahr oder weniger erforderlich) blau hinterlegt. Einige Methoden können gleichzeitig für höhere Effektivitätsraten verwendet werden, z. B. Kondome mit Spermiziden, die geschätzte Methodensicherheit wäre vergleichbar mit der Methodensicherheit des Implantats. Allerdings kann die mathematische Kombination der Raten, um die Wirksamkeit der kombinierten Methoden zu schätzen, ungenau sein, da die Wirksamkeit jeder Methode nicht unbedingt unabhängig ist, außer im perfekten Fall. Wenn eine Methode bekannt ist oder vermutet wird, dass sie unwirksam gewesen ist, wie z. B. beim Reißen eines Kondoms, kann eine Notfallverhütung innerhalb 72 bis 120 Stunden nach dem Geschlechtsverkehr aufgenommen werden. Notfallverhütung sollte kurz vor oder so bald wie möglich nach dem Geschlechtsverkehr eingenommen werden, da die Wirksamkeit mit zunehmender Verzögerung abnimmt. Obwohl die „Pille danach“ als Notfallmaßnahme betrachtet wird, kann die Levonorgestrel-Notfallverhütung kurz vor dem Sex als primäre Methode für eine Frau verwendet werden, die nur ein paar Mal im Jahr Sex hat und eine hormonelle Methode wünscht, aber nicht immer Hormone nehmen will. Die Ausfallrate der wiederholten oder regelmäßigen Anwendung der Levonorgestrel-Notfallverhütung ist ähnlich wie bei denjenigen, die eine Barrieremethode verwenden.
| Methode zur Geburtenkontrolle                                                       | Allgemeiner Begriff                                                  | Ausfallrate Anwendungssicherheit (%)/(Frauen pro Jahr) | Ausfallrate Methodensicherheit (%) | Typ                         | Implementation                           | Benutzeraktion erforderlich       |
| ----------------------------------------------------------------------------------- | -------------------------------------------------------------------- | ------------------------------------------------------ | ---------------------------------- | --------------------------- | ---------------------------------------- | --------------------------------- |
| Etonogestrel-Implantat                                                              | Implanon, Jadelle                                                    | 0,05 / (1 von 2000)                                    | 0,05                               | Gestagen                    | Implantat                                | 3–5 Jahre                         |
| Vasektomie                                                                          | männliche Sterilisation                                              | 0,15 / (1 von 666)                                     | 0,1                                | Sterilisation               | chirurgischer Eingriff                   | einmalig                          |
| Kombinationsinjektion Dreimonatsspritze (Estradiol-17β-cipionat/Medroxyprogesteron) | Depo-Clinovir, Noristerat                                            | 0,2 / (1 von 500)                                      | 0,2                                | Östrogen und Gestagen       | Injektion                                | monatlich                         |
| Hormonspirale                                                                       |                                                                      | 0,2 / (1 von 500)                                      | 0,2                                | Intrauterin und Progestogen | intrauterin                              | 3–7 Jahre                         |
| Essure                                                                              | Sterilisation der Frau                                               | 0,26 / (1 von 384)                                     | 0,26                               | Sterilisation               | chirurgischer Eingriff                   | einmalig                          |
| Ligatur der Eileiter                                                                | Sterilisation der Frau                                               | 0,5 / (1 von 200)                                      | 0,5                                | Sterilisation               | chirurgischer Eingriff                   | einmalig                          |
| Intrauterinpessar                                                                   | Spirale                                                              | 0,8 / (1 von 125)                                      | 0,6                                | Kupfer                      | intrauterin                              | 3 bis über 12 Jahre               |
| Symptombasiertes Fertilitätsbewusstsein                                             | Basaltemperatur, Zervixschleim                                       | 1,8 / (1 von 55)                                       | 0,6                                | Verhaltensweise             | Beobachtung und schematische Darstellung | täglich                           |
| LAM nur für 6 Monate; nicht anwendbar, wenn die Menstruation wieder auftritt        |                                                                      | 2 / (1 von 50)                                         | 0,5                                | Verhaltensweise             | Stillen                                  | alle paar Stunden                 |
| Medroxyprogesteron                                                                  | Dreimonatsspritze                                                    | 3 / (1 von 33)                                         | 0,3                                | Progestogen                 | Injektion                                | 12 Wochen                         |
| Portiokappe und Spermizid (Nullipara)                                               |                                                                      | 5 / (1 von 20)                                         | keine Daten vorhanden              | Barriere und Spermizid      | vaginal                                  | jeder Akt des Geschlechtsverkehrs |
| Antibabyspritze                                                                     | Testosteronundecanoat                                                | 6,1 / (1 von 16)                                       | 1,1                                | Testosteron                 | intramuskulär                            | alle vier Wochen                  |
| FemCap und Spermizid (nur in den USA verfügbar)                                     | Portiokappe                                                          | 7,6 (geschätzt) / (1 von 13)                           | keine Daten vorhanden              | Barriere und Spermizid      | vaginal                                  | jeder Akt des Geschlechtsverkehrs |
| Hormonpflaster                                                                      | Verhütungspflaster                                                   | 8 / (1 von 12)                                         | 0,3                                | Östrogen und Gestagen       | transdermal                              | wöchentlich                       |
| Antibabypille                                                                       | Pille                                                                | 9 / (1 von 11)                                         | 0,3                                | Östrogen und Gestagen       | orale Medikation                         | täglich                           |
| NuvaRing                                                                            | Verhütungsring                                                       | 9 / (1 von 11)                                         | 0,3                                | Östrogen und Gestagen       | vaginal                                  | 3 Wochen/1 Woche Pause            |
| Minipille (nur Progestogen)                                                         | POP                                                                  | 9                                                      | 0,3                                | Gestagen                    | oral                                     | täglich                           |
| Ormeloxifen                                                                         | Saheli, Centron                                                      | 9                                                      | 2                                  | SERM                        | oral                                     | wöchentlich                       |
| Plan B One-Step                                                                     | Pille danach, Wirkstoff Levonorgestrel                               | keine Daten vorhanden                                  | keine Daten vorhanden              | Notfallverhütungspille      | oral                                     | nach jedem Geschlechtsverkehr     |
| Tagezählen                                                                          |                                                                      | 12 / (1 von 8,3)                                       | 5                                  | Verhaltensweise             | kalenderbasiert                          | täglich                           |
| Portiokappe und Spermizid (Primipara)                                               |                                                                      | 15 / (1 von 6)                                         | keine Daten vorhanden              | Barriere und Spermizid      | vaginal                                  | jeder Akt des Geschlechtsverkehrs |
| Diaphragma                                                                          |                                                                      | 16 / (1 von 6)                                         | 6                                  | Barriere und Spermizid      | vaginal                                  | jeder Akt des Geschlechtsverkehrs |
| Prentif und Spermizid (Nullipara)                                                   |                                                                      | 16                                                     | 9                                  | Barriere und Spermizid      | vaginal                                  | jeder Akt des Geschlechtsverkehrs |
| Today und Spermizid (Nullipara)                                                     | Verhütungsschwamm                                                    | 16                                                     | 9                                  | Barriere und Spermizid      | vaginal                                  | jeder Akt des Geschlechtsverkehrs |
| Latex-Kondom                                                                        | Kondom                                                               | 18 (1 von 5)                                           | 2                                  | Barriere                    | auf erigiertem Penis platziert           | jeder Akt des Geschlechtsverkehrs |
| Coitus interruptus                                                                  | natürliche Empfängnisverhütung, Geschlechtsverkehr wird unterbrochen | 18 / (1 von 5)                                         | 4                                  | Verhaltensweise             | Herausziehen des Gliedes                 | jeder Akt des Geschlechtsverkehrs |
| Femidom                                                                             |                                                                      | 21 / (1 von 4,7)                                       | 5                                  | Barriere                    | vaginal                                  | jeder Akt des Geschlechtsverkehrs |
| Knaus-Ogino-Verhütungsmethode                                                       | Rhythmusmethode                                                      | 25                                                     | 9                                  | Verhaltensweise             | kalenderbasiert                          | täglich                           |
| Spermizides Gel, Schaum, Zäpfchen oder Film                                         |                                                                      | 29 / (1 von 3)                                         | 18                                 | Spermizid                   | vaginal                                  | jeder Akt des Geschlechtsverkehrs |
| Verhütungsschwamm (Primipara)                                                       |                                                                      | 32 / (1 von 3)                                         | 20                                 | Barriere und Spermizid      | vaginal                                  | jeder Akt des Geschlechtsverkehrs |
| Prentif und Spermizid (Parus)                                                       | Portiokappe                                                          | 32                                                     | 26                                 | Barriere und Spermizid      | vaginal                                  | jeder Akt des Geschlechtsverkehrs |
| Keine (ungeschützter Geschlechtsverkehr)                                            |                                                                      | 85 / (6 von 7)                                         | 85                                 | k. A.                       | k. A.                                    | k. A.                             |
| Methode zur Geburtenkontrolle                                                       | Allgemeiner Begriff                                                  | Ausfallrate Anwendungssicherheit (%)                   | Ausfallrate Methodensicherheit (%) | Typ                         | Implementation                           | Benutzeraktion erforderlich       |

## Unberücksichtigte Parameter
Im Pearl-Index sind statistisch relevante Parameter wie Häufigkeit des Geschlechtsverkehrs, Größe der Stichprobe oder eine minimale Grundgesamtheit nicht vorgeschrieben. Dadurch ist der Pearl-Index neuer Verhütungsmethoden, wie er von Interessengruppen und Herstellern veröffentlicht wird, oft nur eingeschränkt aussagekräftig.
Je verbreiteter und langfristiger eine Verhütungsmethode eingesetzt wird, desto genauer kann der Pearl-Index angegeben werden.

## Methodensicherheit vs. Anwendungssicherheit
Die Sicherheit der meisten Verhütungsmethoden hängt ganz entscheidend von der richtigen Anwendung ab. Ursache des Versagens von Verhütungsmethoden sind meist Anwendungsfehler. Daher sind Methodensicherheit, also das Versagen trotz optimaler Anwendung, und Anwendungssicherheit, also die praxisnahe Berücksichtigung von Anwendungsfehlern, bei den meisten Methoden deutlich verschieden. Der Pearl-Index vieler Methoden hängt auch vom Anwender ab, insbesondere von seinem Kenntnis- und Erfahrungsstand sowie seiner Zuverlässigkeit und Motivation. Je nach Studie kann der Pearl-Index daher stark schwanken.